# Гюнтер Виктор (князь Шварцбург-Рудольштадта)
Гюнтер Виктор Шварцбург-Рудольштадтский (нем. Günther Victor von Schwarzburg-Rudolstadt; 21 августа 1852, Рудольштадт — 16 апреля 1925, Зондерсхаузен) — последний монарх из Шварцбургского дома, князь Шварцбург-Рудольштадта в 1890—1918 годах, князь Шварцбург-Зондерсгаузена в 1909—1918 годах, прусский генерал кавалерии (27 января 1900).

## Биография
Гюнтер Виктор — сын принца Адольфа Шварцбург-Рудольштадтского и принцессы Матильды Шёнбург-Вальденбургской, дочери князя Отто Виктора I. Принадлежа к побочной линии Шварцбург-Рудольштадта, правил в личной унии Шварцбург-Рудольштадтом и Шварцбург-Зондерсгаузеном (с 1909 года). Получил частное образование и посещал гимназию в Дрездене. С 1868 года Гюнтер Виктор стал готовиться к военной карьере и совершил также образовательные поездки в Бельгию, Францию и Великобританию.
Когда в 1870 году началась война с Францией, Гюнтер Виктор бросил школу и поступил на военную службу в полк под командованием великого герцога Франца II Мекленбург-Шверинского. В 1871 году принц уволился и изучал юриспруденцию, государствоведение и историю искусства в Лейпциге. В 1874 году Гюнтер Виктор вновь поступил на военную службу в звании лейтенанта и ротмистра в 13-м Ганноверском уланском полку. 19 января 1890 года умер правивший в Шварцбург-Рудольштадте князь Георг Альберт. На следующий день Гюнтер Виктор вступил на престол в Шварцбург-Рудольштадте как наследник своего кузена. По конституции 1854 года княжество Шварцбург-Рудольштадт было преобразовано в конституционную монархию. Гюнтер Виктор вёл уединённую жизнь и избегал общественного внимания, а государственными делами занимался государственный министр. В ноябре 1890 года Гюнтер Виктор обручился с Луизой Шарлоттой Саксен-Альтенбургской, отношения между женихом и невестой не сложились, и помолвка была расторгнута в 1891 году. В том же году последовала помолвка и свадьба Гюнтера Виктора с кузиной Анной Луизой Шварцбург-Вальденбургской.
28 марта 1909 году умер князь Карл Гюнтер Шварцбург-Зондерсгаузенский, не оставивший наследников, что привело к угасанию линии Зондерсгаузена. По династическому договору 1713 года Гюнтер Виктор получил титул князя Шварцбург-Зондерсгаузенского в личной унии, в связи с чем из его титула исчезла приставка «Рудольштадтский». Объединение двух княжеств не состоялось ввиду различий в их конституциях. Как Рудольштадт, так и Зондерсхаузен продолжали оставаться резиденциями, а княжества сохраняли свои права голоса в бундесрате Германской империи.
Монархия была уничтожена Ноябрьской революцией 1918 года. В результате компенсационного соглашения государству отошли 22600 га земель, коллекция монет в Рудольштадте и коллекция оружия из замка Шварцбург. Бывшему правителю была назначена пожизненная рента в 150 тыс. марок в год и права пользования замком Шварцбург, охотничьим замком Ратсфельд и некоторыми помещениями в замке Хайдексбург.
После смерти бездетного Гюнтера Виктора в 1925 году его наследником и главой Шварцбургского дома стал принц Зиццо Шварцбургский, родившийся в морганатическом браке князя Фридриха Гюнтера Шварцбург-Рудольштадтского с графиней Еленой фон Рейна.